# Johann Christian von Eggenberg
Johann Christian von Eggenberg und von Krumau (1641. szeptember 7. – Prága, 1710. december 14.) osztrák államférfiú.

## Élete
Johann Anton von Eggenberg und von Krumau herceg és Anna Maria von Brandenburg-Bayreuth őrgrófnő második gyermeke. Midőn édesapja meghalt, öccsével osztozkodni kellett a birtokokon. Mivel testvére leginkább Stájerországban tartózkodott, Johann Christian a csehországi Krumaut választotta lakhelyéül. Itteni kastélyába hozatta édesapja híres arany hintaját, ami a mai napig látható. Ő kezdte meg a kastély barokk stílusú átépíttetését, rengeteg új termet alakíttatott ki, sőt, kastély-színházat is építtetett. 1661 és 1668 között új parkot terveztetett kastélyának francia stílusban, melyet azóta is nagy gonddal ápolnak. Csehország talán legszebb kastélyát hagyta az utókorra.

## Családja
1666. február 21-én nőül vette Maria Ernestina zu Schwarzenberg hercegnőt, akivel egyetlen közös gyermekük született:
- Leopold Johann Joseph Dominik (?)